# Малые Кошарища
Малые Кошарища (укр. Малі Кошарища) — село на Украине, находится в Коростышевском районе Житомирской области.
Население по переписи 2001 года составляет 124 человека. Почтовый индекс — 12526. Телефонный код — 4130. Занимает площадь 0,654 км².

## Адрес местного совета
12526, Житомирская область, Коростышевский р-н, с.Кмитов